# Gattières
 Gattières  es una población y comuna francesa, en la región de Provenza-Alpes-Costa Azul, departamento de Alpes Marítimos, en el distrito de Grasse y cantón de Carros.

## Demografía
| 851 | 1005 | 1380 | 2051 | 2997 | 3583 | 4018 | 4103 |
| Para los censos de 1962 a 1999 la población legal corresponde a la población sin duplicidades (Fuente: INSEE [Consultar]) |      |      |      |      |      |      |      |